# Dieter Jungnickel

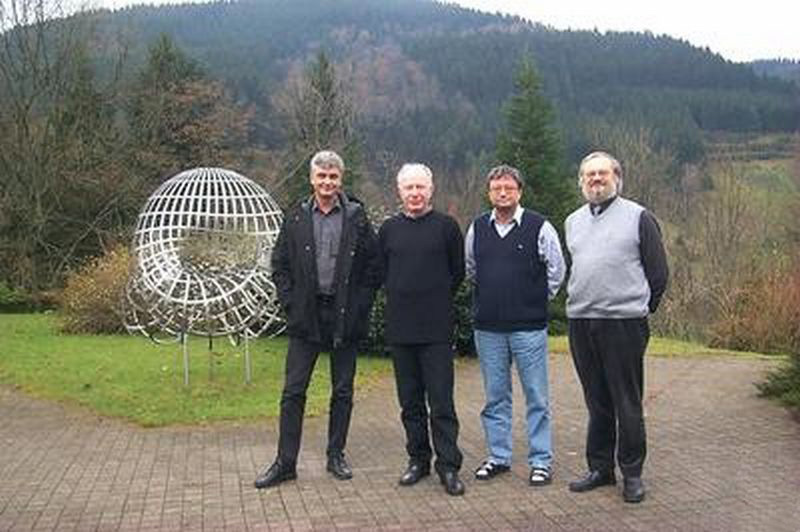
Dieter Jungnickel (2. von rechts) in Oberwolfach 2001

Dieter Jungnickel (* 20. März 1952 in Berlin) ist ein deutscher Mathematiker, der sich mit Kombinatorik beschäftigt. 
Nach seinem Abitur am Gymnasium Steglitz und einem ersten Preis im Bundeswettbewerb Mathematik im Jahr 1971 studierte Jungnickel als Stipendiat der Studienstiftung des deutschen Volkes an der FU Berlin. Dort machte er 1975 sein Diplom in Mathematik und wurde 1976 bei Hanfried Lenz promoviert (Konstruktion transitiver Inzidenzstrukturen mit Differenzenverfahren) und habilitierte sich 1978 an der FU Berlin. Ab 1980 war er Professor an der Universität Gießen und ab 1993 Professor in Augsburg (Lehrstuhl für Diskrete Mathematik, Optimierung und Operations Research). Er beschäftigt sich u. a. mit Theorie der Designs (wie Differenzenmengen, lateinischen Quadraten), Codierungstheorie, endlichen projektiven Ebenen, Struktur endlicher Körper und kombinatorischen Optimierungsproblemen.
Er war 1980 Heisenberg-Stipendiat. Ihm wurde die Euler-Medaille 2018 zugesprochen.

## Schriften
- mit Konrad Jacobs: Einführung in die Kombinatorik. 2., völlig neu bearbeitete und erweiterte Auflage. de Gruyter, Berlin u. a. 2004, ISBN 3-11-016727-1, doi:10.1515/9783110197990
- Optimierungsmethoden. Eine Einführung. Springer, Berlin u. a. 1999, 3. Auflage Berlin 2015, ISBN 978-3-642-54820-8, DOI:10.1007/978-3-642-54821-5
- Codierungstheorie. Spektrum Akademischer Verlag, Heidelberg u. a. 1995, ISBN 3-86025-432-4.
- Finite Fields. Structure and Arithmetics. BI Wissenschaftsverlag, Mannheim u. a. 1993, ISBN 3-411-16111-6.
- Graphen, Netzwerke und Algorithmen. Bibliographisches Institut, Mannheim u. a. 1987, ISBN 3-411-03126-3 (Mehrere Auflagen; in englischer Sprache: Graphs, Networks and Algorithms (= Algorithms and Computation in Mathematics. 5). Springer, Berlin u. a. 1999, ISBN 3-540-63760-5).
- mit Thomas Beth, Hanfried Lenz: Design Theory.  Bibliographisches Institut, Mannheim u. a. 1985, ISBN 3-411-01675-2 (2nd edition. 2 Bände. (= Encyclopedia of Mathematics and its Applications. 69 und 78). Cambridge University Press, Cambridge 1999, ISBN 0-521-44432-2 (Bd. 1), ISBN 0-521-77231-1 (Bd. 2)).
- Lateinische Quadrate, ihre Geometrien und ihre Gruppen. In: Jahresbericht der Deutschen Mathematiker-Vereinigung. Bd. 86, 1984, S. 69–108, (Digitalisat (PDF; 1,6 MB)).
- Transversaltheorie (= Mathematik und ihre Anwendungen in Physik und Technik. Reihe A. 39, ZDB-ID 503787-6). Geest & Portig, Leipzig 1982.
- mit Thomas Beth: Variation on seven points: An introduction to the scope and methods of coding theory and finite geometries. In: Aequationes Mathematicae. Bd. 25, 1982, ISSN 0001-9054, S. 153–176, (Digitalisat (PDF; 5,61 MB)).